# Білл Ортвейн
Білл Ортвейн (англ. William R. Orthwein, 16 жовтня 1881 — 2 жовтня 1955) — американський плавець і ватерполіст.
Бронзовий медаліст Олімпійських Ігор 1904 року.